# Diócesis de Nogales
La diócesis de Nogales (en latín: Dioecesis Nucensis) es una circunscripción eclesiástica de la Iglesia católica en México. Se trata de una diócesis latina, sufragánea de la arquidiócesis de Hermosillo. Fue Sede Vacante del 19 de marzo de 2024 al 20 de junio de 2025, cuando monseñor José Luis Cerra Luna fue nombrado obispo titular.

## Territorio y organización
La diócesis tiene 44 244 km² y extiende su jurisdicción sobre los fieles católicos de rito latino residentes en el estado de Sonora en los 17 municipios de: Agua Prieta, Altar, Átil, Bacoachi, Caborca, Cananea, Fronteras, Ímuris, Naco, Nacozari de García, Nogales, Oquitoa, Pitiquito, Santa Cruz, Sáric, Trincheras y Tubutama.
La sede de la diócesis se encuentra en la ciudad de Nogales, en donde se halla la Catedral santuario de Nuestra Señora de Guadalupe (provisoria).
En 2021 en la diócesis existían 32 parroquias agrupadas en 4 vicarías.
- Parroquia Sagrada Familia, Agua Prieta.
- Parroquia Nuestra Señora del Perpetuo Socorro, Agua Prieta.
- Parroquia Cristo Rey, Agua Prieta.
- Parroquia Nuestra Señora de Guadalupe, Agua Prieta.
- Parroquia Nuestra Señora de los Ángeles, Agua Prieta.
- Parroquia Sagrado Corazón de Jesús, Agua Prieta.
- Parroquia Nuestra Señora de Guadalupe, Altar.
- Parroquia San Francisco de Asís, Átil.
- Parroquia San Miguel Arcángel, Bacoachi.
- Parroquia Nuestra Señora de la Candelaria, Heroica Caborca.
- Parroquia Nuestra Señora de Guadalupe, Heroica Caborca.
- Rectoría Santa Cecilia, Heroica Caborca.
- Parroquia Nuestra Señora de Guadalupe, Cananea.
- Parroquia Sagrado Corazón de Jesús, Cananea.

## Historia
La diócesis fue erigida por el papa Francisco el 19 de marzo de 2015 con la bula Quo satius consuleretur, obteniendo el territorio de la arquidiócesis de Hermosillo.

## Estadísticas
Según el Anuario Pontificio 2022 la diócesis tenía a fines de 2021 un total de 521 000 fieles bautizados.
| Año                                                                             | Población            | Población | Población      | Sacerdotes | Sacerdotes    | Sacerdotes    | Bautizados por sacerdote | Diáconos permanentes | Religiosos | Religiosos | Parroquias |
| Año                                                                             | Bautizados católicos | Total     | % de católicos | Total      | Clero secular | Clero regular | Bautizados por sacerdote | Diáconos permanentes | Varones    | Mujeres    | Parroquias |
| ------------------------------------------------------------------------------- | -------------------- | --------- | -------------- | ---------- | ------------- | ------------- | ------------------------ | -------------------- | ---------- | ---------- | ---------- |
| 2015                                                                            | 381 398              | 483 180   | 78.9           | 44         |               |               | 8668                     |                      |            | 62         | 25         |
| 2016                                                                            | 381 398              | 483 180   | 78.9           | 41         | 36            | 5             | 9302                     | 2                    | 5          | 62         | 29         |
| 2019                                                                            | 392 930              | 497 700   | 78.9           | 51         | 45            | 6             | 7704                     | 2                    | 6          | 56         | 29         |
| 2021                                                                            | 521 000              | 626 880   | 83.1           | 48         | 43            | 5             | 10 854                   | 2                    | 5          | 55         | 32         |
| Fuente: Catholic-Hierarchy, que a su vez toma los datos del Anuario Pontificio. |                      |           |                |            |               |               |                          |                      |            |            |            |

## Episcopologio
- José Leopoldo González González, (19 de marzo de 2015- 19 de marzo de 2024)
- Mons. José Luis Cerra Luna, (20 de junio de 2025- )